# Диогу Жота
Дио́гу Жозе́ Тейше́йра да Си́лва (порт. Diogo José Teixeira da Silva), более известный как Дио́гу Жо́та (порт. Diogo Jota; 4 декабря 1996, Масарелуш — 3 июля 2025, Паласьос-де-Санабрия, Самора, Кастилия и Леон, Испания) — португальский футболист, нападающий и полузащитник. Выступал за сборную Португалии. Участник двух чемпионатов Европы (2020 и 2024).

## Биография
Родился 4 декабря 1996 в Масарелуше, Португалия. Рос с младшим братом Андре.

### Клубная карьера
Воспитанник клубов «Гондомар» и «Пасуш де Феррейра». 23 ноября 2014 года в матче Кубка Португалии против «Атлетико Регуэнше» дебютировал за «Пасуш де Феррейра». В этом же поединке забил свой первый гол. 20 февраля 2015 года в матче «Витории Гимарайнш» дебютировал в Сангриш лиге, заменив во втором тайме Диогу Росаду. 17 мая в матче против «Академики» Диогу Жота сделал дубль, забив свои первые голы в чемпионате. Во втором сезоне Диогу Жота забил 12 мячей, став вторым бомбардиром команды.
Летом 2016 года Диогу Жота перешёл в испанский «Атлетико Мадрид», подписав контракт на пять лет. Для получения игровой практики он сразу же был отдан в аренду в «Порту». 10 сентября в матче против «Витории Гимарайнш» Диогу Жота дебютировал за новую команду, заменив во втором тайме Отавио. 1 октября в поединке против «Насьонала» он сделал хет-трик, забив свои первые голы за «Порту». 7 декабря в матче Лиги чемпионов против английского «Лестер Сити» Диогу Жота забил гол.
Летом 2017 года Диогу Жота на правах аренды перешёл в английский «Вулверхэмптон Уондерерс». 5 августа в матче против «Мидлсбро» он дебютировал в Чемпионшипе. 15 августа в поединке против «Халл Сити» Диогу Жота забил свой первый гол за «Вулверхэмптон Уондерерс». Летом 2018 года «волки» выкупили трансфер футболиста за 12,5 млн фунтов.
19 сентября 2020 года подписал долгосрочный контракт с «Ливерпулем». Сумма трансфера составила 41 миллион фунтов стерлингов плюс бонусы в размере четырёх миллионов. 3 ноября 2020 года сделал хет-трик в ворота «Аталанты» в матче групповой стадии Лиги чемпионов (5:0). Диогу Жота стал третьим в истории португальцем после Криштиану Роналду и Руя Педру, которому удалось забить три мяча в одном матче Лиги чемпионов. 2 августа 2022 года Диогу Жота продлил контракт с «Ливерпулем» до лета 2027 года. Диогу Жота выступал за «Ливерпуль» с 2020 года, в составе «красных» он провёл 182 матча, в которых забил 65 мячей и отдал 26 результативных передач.

### Карьера в сборной
В 2017 году в составе молодёжной сборной Португалии Диогу Жота принял участие в молодёжном чемпионате Европы в Польше. На турнире он сыграл в матчах против команд Сербии и Македонии.
25 мая 2018 года забил гол в товарищеском матче с Италией (3:2).
В марте 2019 года был впервые вызван в основную сборную Португалии на матчи квалификации к Евро 2020 против сборных Украины и Сербии. Несмотря на то, что Диогу Жота так и ни разу не вышел на поле, вместе с командой в июне он стал чемпионом Лиги наций УЕФА.
14 ноября того же года Диогу Жота дебютировал за сборную, выйдя на замену вместо Криштиану Роналду на 84-й минуте в матче квалификации к Евро 2020 против Литвы, завершившегося победой Португалии (6:0).
Свой первый гол за сборную Диогу Жота забил 5 сентября 2020 года в домашней победе над Хорватией в матче Лиги Наций УЕФА (4:1).

### Личная жизнь
В июне 2025 года за неделю до смерти женился на Руте Кардозу. Был отцом троих детей.

### Гибель
3 июля 2025 года в 0:40 по местному времени Жота погиб в ДТП на 65-м километре трассы А-52 на западе Испании в провинции Самора вместе со своим братом Андре, также профессиональным футболистом. По предварительным данным, у автомобиля лопнула шина при попытке обгона: машина вылетела с трассы, перевернулась и загорелась. Братья погибли, не сумев выбраться из горящей машины. 5 июля Диогу и Андре были похоронены в португальском городе Гондомар.

## Достижения

### Командные
«Вулверхэмптон Уондерерс»
- Победитель Чемпионшипа: 2017/18

«Ливерпуль»
- Чемпион Англии: 2024/25
- Обладатель Кубка Англии: 2021/22
- Обладатель Кубка Английской футбольной лиги (2): 2021/22, 2023/24

Сборная Португалии
- Победитель Лиги наций УЕФА (2): 2018/19, 2024/25

### Личные
- Игрок месяца английской Премьер-лиги: январь 2024

## Статистика
| Выступление             | Выступление      | Выступление      | Лига | Лига | Кубки | Кубки | Еврокубки | Еврокубки | Итого | Итого |
| Клуб                    | Лига             | Сезон            | Игры | Голы | Игры  | Голы  | Игры      | Голы      | Игры  | Голы  |
| ----------------------- | ---------------- | ---------------- | ---- | ---- | ----- | ----- | --------- | --------- | ----- | ----- |
| Пасуш де Феррейра       | Высшая лига      | 2014/15          | 10   | 2    | 2     | 2     | 0         | 0         | 12    | 4     |
| Пасуш де Феррейра       | Высшая лига      | 2015/16          | 31   | 12   | 4     | 2     | 0         | 0         | 35    | 14    |
| Пасуш де Феррейра       | Итого            | Итого            | 41   | 14   | 6     | 4     | 0         | 0         | 47    | 18    |
| → Порту                 | Высшая лига      | 2016/17          | 27   | 8    | 3     | 0     | 8         | 1         | 38    | 9     |
| → Порту                 | Итого            | Итого            | 27   | 8    | 3     | 0     | 8         | 1         | 38    | 9     |
| Вулверхэмптон Уондерерс | → Чемпионшип     | 2017/18          | 44   | 17   | 2     | 1     | 0         | 0         | 46    | 18    |
| Вулверхэмптон Уондерерс | Премьер-лига     | 2018/19          | 33   | 9    | 4     | 1     | 0         | 0         | 37    | 10    |
| Вулверхэмптон Уондерерс | Премьер-лига     | 2019/20          | 34   | 7    | 0     | 0     | 14        | 9         | 48    | 16    |
| Вулверхэмптон Уондерерс | Итого            | Итого            | 111  | 33   | 6     | 2     | 14        | 9         | 131   | 44    |
| Ливерпуль               | Премьер-лига     | 2020/21          | 19   | 9    | 2     | 0     | 9         | 4         | 30    | 13    |
| Ливерпуль               | Премьер-лига     | 2021/22          | 35   | 15   | 9     | 5     | 11        | 1         | 55    | 21    |
| Ливерпуль               | Премьер-лига     | 2022/23          | 22   | 7    | 0     | 0     | 6         | 0         | 28    | 7     |
| Ливерпуль               | Премьер-лига     | 2023/24          | 21   | 10   | 6     | 2     | 5         | 3         | 32    | 15    |
| Ливерпуль               | Премьер-лига     | 2024/25          | 26   | 6    | 7     | 3     | 4         | 0         | 37    | 9     |
| Ливерпуль               | Итого            | Итого            | 123  | 47   | 24    | 10    | 35        | 8         | 182   | 65    |
| Всего за карьеру        | Всего за карьеру | Всего за карьеру | 302  | 102  | 39    | 16    | 57        | 18        | 398   | 136   |

1. ↑  Матчи и голы в национальных кубках, кубках лиги и суперкубках.